# Мусійко Євген Васильович
Євген Васильович Мусійко (30 вересня 1922, місто Решетилівка, тепер Полтавської області —2001, місто Москва) — радянський дипломат і партійний діяч, надзвичайний і повноважний посол СРСР в Уганді та Судані, секретар Хмельницького обкому КПУ.

## Біографія
З жовтня 1940 року служив у Червоній армії. Учасник німецько-радянської війни з листопада 1942 року. Служив заступником політрука 32-го окремого зенітного артилерійського дивізіону Північно-Західного фронту, комсомольським організатором 2-го стрілецького батальйону 247-го стрілецького полку 37-ї стрілецької дивізії 2-го Прибалтійського фронту.
Член ВКП(б) з 1943 року.
1951 року закінчив Харківський авіаційний інститут.
З 1951 року працював на Запорізькому моторобудівному заводі.
Потім — на партійній роботі. З березня 1956 по 1959 рік — інспектор ЦК КПУ.
У грудні 1959 — вересні 1962 року — секретар Хмельницького обласного комітету КПУ.
У 1962—1964 роках — слухач Дипломатичної академії Міністерства закордонних справ СРСР.
У 1964—1968 роках — радник Посольства СРСР на Кубі.
У 1968—1969 роках — радник 2-го Африканського відділу Міністерства закордонних справ СРСР.
У 1969—1973 роках — радник, радник-посланник Посольства СРСР у Нігерії.
У 1973—1976 роках — експерт, завідувач сектора 2-го Африканського відділу Міністерства закордонних справ СРСР.
16 листопада 1976 — 9 липня 1979 року — надзвичайний і повноважний посол СРСР в Уганді.
У 1979—1981 роках — експерт 2-го Африканського відділу Міністерства закордонних справ СРСР.
У 1981—1983 роках — заступник начальника Консульського управління Міністерства закордонних справ СРСР.
21 жовтня 1983 — 17 квітня 1987 року — надзвичайний і повноважний посол СРСР у Судані.
З 1987 року — на пенсії.

## Звання
- старший лейтенант
- капітан

## Нагороди
- орден Вітчизняної війни ІІ ст. (6.04.1985)
- орден Червоної Зірки (1944)
- орден Трудового Червоного Прапора (26.02.1958)
- орден «Знак Пошани» (1966)
- медаль «За перемогу над Німеччиною у Великій Вітчизняній війні 1941—1945 рр.» (1945)
- медаль «За трудову доблесть» (1971)
- медалі
- Почесна грамота Президії Верховної ради РРФСР (1982)
- Надзвичайний і повноважний посол (21.10.1976)